# NGC 2133
NGC 2133 ist ein offener Sternhaufen im Sternbild Mensa in der Großen Magellanschen Wolke.
Das Objekt wurde am 24. November 1834 von John Herschel entdeckt.